# سيلفيا بريسلر
سيلفيا بريسلر (بالإنجليزية: Sylvia Pressler) هي محامية وقاضية أمريكية، ولدت في 10 أبريل 1934 في نيويورك في الولايات المتحدة، وتوفيت في 15 فبراير 2010 بسبب لمفوما.